# لباس عروس

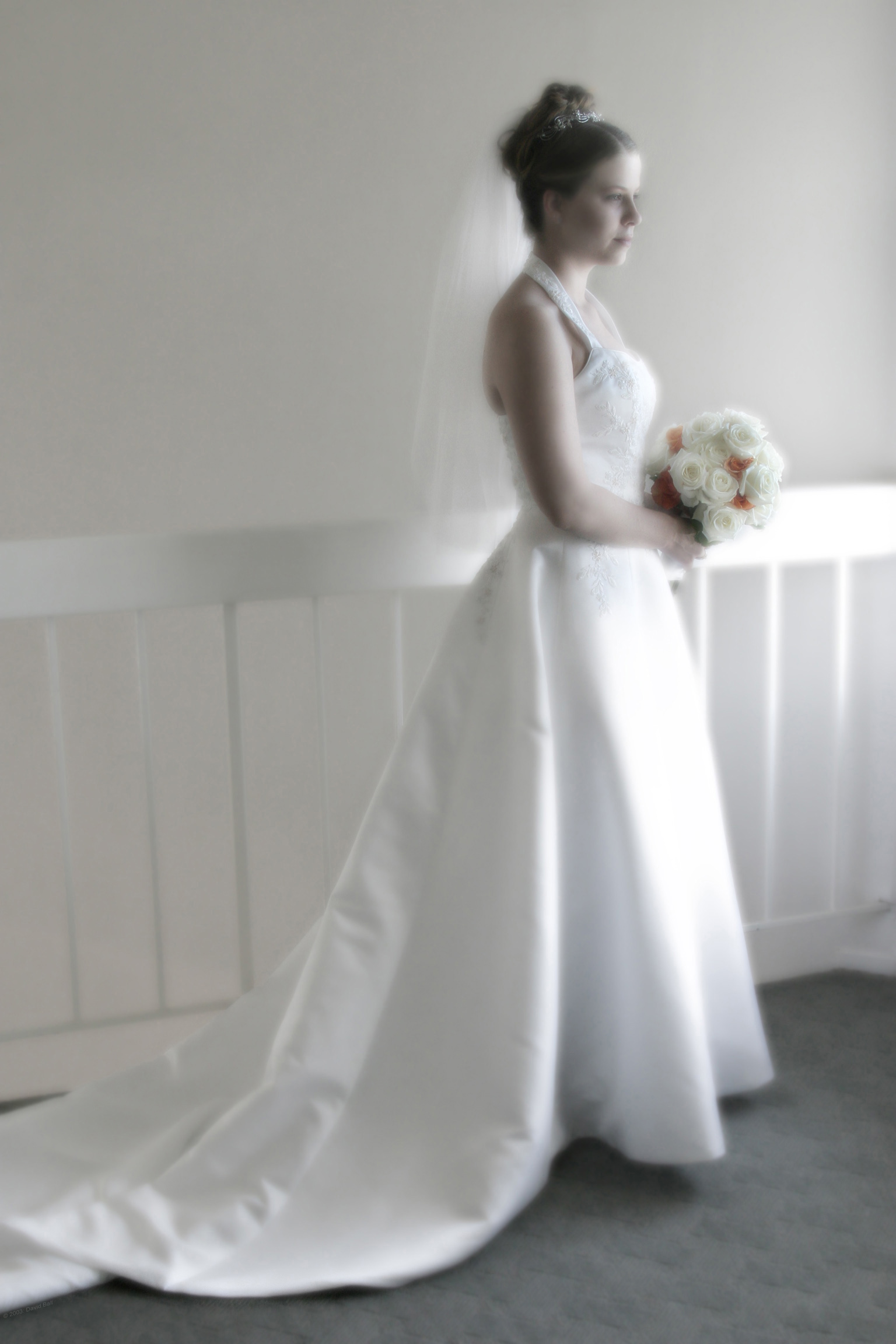
لباس عروس مدرن

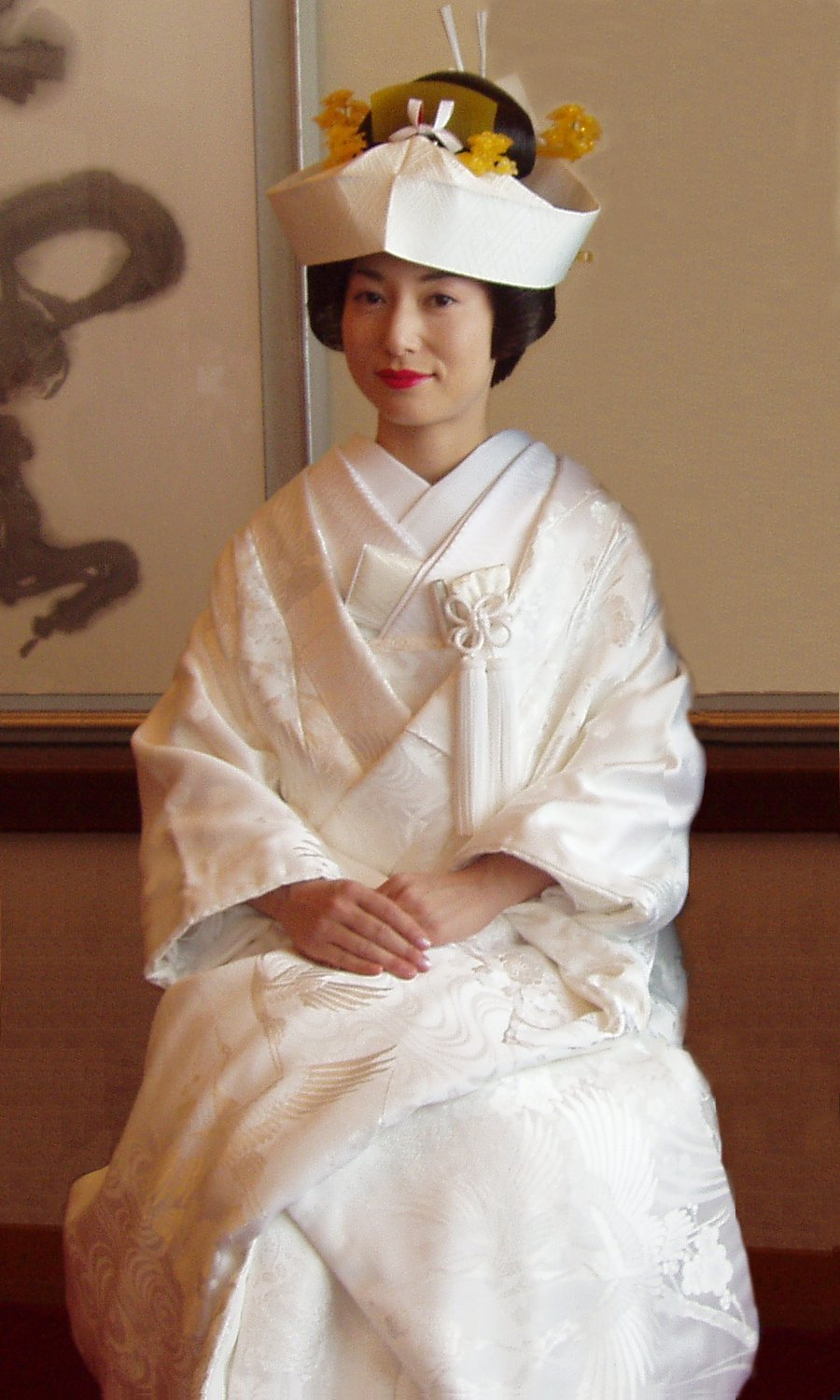
کیمونوی عروس

لباس عروس لباسی است که عروس در مهمانی عروسی یا در هنگام سفره عقد به تن می‌کند. رنگ و مدل لباس عروس به فرهنگ و رسوم قومیتی بستگی دارد.
رسم پوشیدن لباس عروس به رنگ سفید، به انگلستان در دوره ملکه ویکتوریا بازمی‌گردد. با وجود فراگیر شدن رنگ سفید در برخی از کشورها، عروس‌های هندی، چینی، ویتنامی و ژاپنی همچنان از رنگ‌های ملی خود برای لباس عروس استفاده می‌کنند.

## انواع مدل لباس عروس
- مدل لباس عروس سلطنتی (امپایر) : ویژگی متمایز لباس عروس سلطنتی، داشتن کمر بالاست، بطوریکه نیم تنه بالا را به همراه یک دامن صاف و ساده به خوبی نشان می دهد.
- مدل لباس عروس طرح A : لباس عروس طرح A ، یک مدل کلاسیک است که فیت سینه ها بوده و به‌طور پیوسته تا سطح زمین باز می شود.
- مدل لباس عروس ماهی / ترومپت : مدل لباس عروس ماهی / ترومپت، دارای فرم بسته در کمر، باسن و سینه هاست و سبب می شود که یک عروس با اندام ساعت شنی بتواند به خوبی ظاهر زنانه خود را نمایش دهد.
- مدل لباس عروس پرنسسی (پفی) : مدل لباس عروس پرنسسی، یک مدل کلاسیک است که فیت سینه ها بوده و دامن آن تا سطح زمین ادامه دارد.
- مدل لباس عروس راسته : لباس عروس راسته دارای طرح بلند و باریک تا سطح زمین است که مماس و در کنار بدن به پایین می رود.
- لباس عروس لايه‌ای : اگر چندان با دامن‌های پف‌دار راحت نيستيد و دنباله‌های بلند برايتان دست و پاگير است، اين مدل لباس عروس برايتان مناسب خواهد بود. لباس عروس لايه‌ای يکی از مدل‌های فوق‌العاده چشم نواز است که در عين سادگی از قد متناسب برخوردار است.
- لباس عروس گل‌دار : گل‌ها قادرند در سايز بزرگ کليت لباس را فرا بگيرند، يا لباس را غرق ظرافت خود کنند و با پر يا کريستال‌های درخشان ترکيب شوند. به هر حال، اين لباس عروس ترند شده می تواند نماد زيبايی شما باشد.

### انواعیقهلباس های عروس
- یقه مدل قاشقی (U) : این نوع یقه برای افراد با صورت پهن مناسب است و باعث ایجاد تعادل در صورت میشود.
- یقه قایقی : برای فرادی که شانه های پهن و گردن کمی بلند دارند مناسب است.
- یقه هفت : این نوع یقه برای افرادی که پائین تنه آنها چاق است، مناسب است و میتواند توجه را متوجه بالاتنه کند.
- یقه دکلته : این مدل برای خانم هایی که سینه های بزرگ و شانه های پهن تر دارند مناسب است.
- یقه دلبری : برای خانم هایی که شانه و سینه های آنها کوچک است پیشنهاد میشود و استفاده از گردنبند زیبایی آن را بیشتر نمایش میدهد.
- یقه گرد : برای افرادی که سینه های کوچکی دارند و میخواهند بالاتنه مرکز توجه نباشد مناسب است.
- یقه هالتر : برای افرادی که عرض شانه پهن و سینه های کوچک و متوسط دارند مناسب است.